# 佐藤裕美
佐藤裕美（日语：佐藤ひろ美，1970年12月10日—）是日本岩手縣出身的女性歌手。主要演唱動畫歌曲。隸屬於ARIA Entertainment。

## 經歷
- 1994年至2001年間，擔任樂團的主唱，從事音樂活動。
- 2000年以歌曲「シールド」，正式個人出道。
- 2005年的生日演唱會後，將藝名從本名的「佐藤裕美」改為。同時解散後援會「裕美神社」，新成立「（BEWE）」。
- 2007年設立株式会社S，並自己擔任代表。除了製作樂曲之外，還培植藝人、拓展音樂事業。
- 2016年12月23日個人演唱會後退出歌手的幕前事業，其後將專注於培育新人、教授唱歌技巧等幕後事業。
- 不僅是身為歌手，更有聲優、廣播主持、提供樂曲等多方面的活動。

## 演出作品

### 電視動畫
- 創聖的亞庫艾里翁（理娜・倫）

### OVA
- 創星的亞庫艾里翁（理娜・倫）

### 電影版動畫
- 劇場版亞庫艾里翁（理娜・倫）

### 遊戲
- 超級機器人大戰Z（理娜・倫）
- ギャラクシーエンジェルII 永劫回帰の刻（マサラ・アジート）

## 外部連結
- ひろみねっと（页面存档备份，存于）（官方網站）
- ひろみっぽい（页面存档备份，存于）（官方網誌）